# Adidas Campus
Le Adidas Campus sono un modello di scarpe sportive create dalla Adidas e lanciate negli anni '70. Le Campus sono state prodotte inizialmente come scarpe da basket e poi divenute oggetti lifestyle. Il design unico della scarpa ha contribuito a renderla popolare come alternativa alle altre sneaker di Adidas aventi uno stile più "snello".

## Panoramica
Il nome originale delle scarpe era Tournament, poi rinominato Campus negli anni '80. Ciò che ha decretato il successo delle Campus è stato il design generalmente più "corposo" rispetto ad altre Adidas, come Samba o Gazelle, con una suola più alta, la tomaia più grande e anche le strisce laterali più larghe. La scarpa ha, inoltre, un design della punta più semplice e lineare rispetto a quelle più elaborate di altri modelli Adidas.

## Modelli

### Campus 80s
Il modello originale è ufficialmente denominato Campus 80s e mantiene l'estetica della versione originale degli anni '70. Questo versione è stata reintrodotta alla fine del 2010.

### Campus ADV
È stata commercializzata anche una versione specifica per lo skate, la Campus ADV,  che presentava una ammortizzazione migliore, una tomaia più resistente e un tallone rinforzato per consentire una migliore esecuzione dei trick e resistere all'usura dello skate boarding.

### Campus 90s ADV
Ad inizio 2025 vengono introdotte le Campus 90s ADV, in un certo modo una evoluzione delle ADV, ispirate anche alle 00s,  caratterizzate da una linea all'occhio più slanciata, con cuciture a contrasto e tocchi fluo a richiamare un look dei primi anni 2000, oltre ad avere tecnologie innovative adatte allo skateboarding.  

### Campus Evolution
Nel 2009 Adidas ha lanciato la versione Evolution, caratterizzata da una tomaia più "grossa" (simile a quella delle future Campus 00s) e dai colori vivaci, una linguetta più spessa, con le strisce e la tacca sul tallone in colori fluorescenti e un piccolo logo del "trifoglio" Adidas in plastica/gomma sulla parte laterale superiore.

### Campus 00s
Nel 2022, Adidas ha introdotto una nuova versione della scarpa denominata Campus 00s. Il nome è stato ispirato dai design delle scarpe degli anni 2000, in particolare delle scarpe da skateboard, caratterizzate, oltre che dall'estetica generalmente più "massiccia", anche dai materiali utilizzati, la pelle scamosciata, dalla suola e la tomaia più grandi, dai lacci più larghi ed anche dalle 3 strisce più larghe.

## Collaborazioni
Adidas ha collaborato con il rapper Bad Bunny su diversi design di alcune delle sue scarpe, una delle quali è la "Campus 80s" uscita il 25 febbraio 2023.
Un progetto speciale con i Korn ha portato alla realizzazione delle "Campus 00s Korn" e delle "Supermodified" nell'ottobre 2023.
Una collaborazione con South Park ha prodotto invece le "Campus 80s Towelie" caratterizzate da una tomaia in spugna viola e due occhi sulla linguetta, commercializzate a partire dall'aprile 2021.